# Bathygnathia porca
Bathygnathia porca är en kräftdjursart som beskrevs av Brian Frederick Kensley 1980. Bathygnathia porca ingår i släktet Bathygnathia och familjen Gnathiidae. Inga underarter finns listade i Catalogue of Life.